# Franz Wilhelm Oligschläger

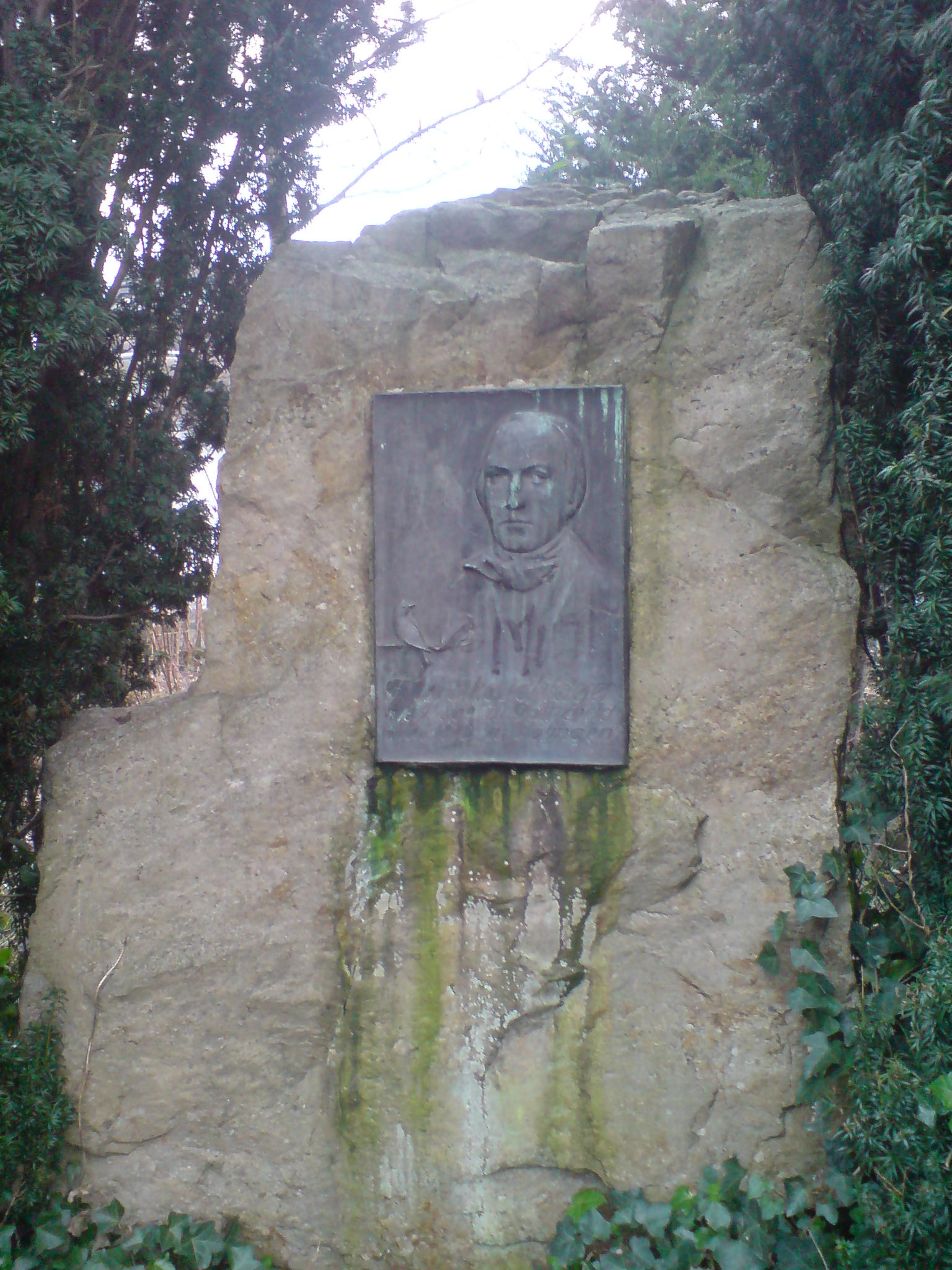
Denkmal Oligschlägers in Pattscheid

Franz Wilhelm Oligschläger, richtig wohl Ohligschläger (* 16. April 1809 in Pattscheid; † 10. August 1877 in Solingen), war ein deutscher Regionalhistoriker, Botaniker und Apotheker aus dem Bergischen Land.

## Leben
Oligschläger (wie er sich im Gegensatz zu amtlichen Dokumenten ohne „h“ selbst schrieb) entstammte einer einfachen Landarbeiterfamilie, fand jedoch in dem Pfarrer Johannes Löh einen Förderer seiner Begabung und Fürsprecher, was ihm ermöglichte, im August 1828 ein Studium der „Chirurgie“ an der damals noch jungen Rheinischen Friedrich-Wilhelms-Universität Bonn aufzunehmen. Trotz Studienerfolges verließ er die Universität vorzeitig und kehrte in seine Heimat zurück. Dort erwarb er sich einen Ruf als Spezialist für medizinisch nutzbare Pflanzen. Oligschläger war ab August 1834 Mitglied im Botanischen Verein am Mittel- und Niederrhein. Später betrieb er Forschungen auf dem Gebiet der älteren Geschichte seiner bergischen Heimat, wobei sein Hauptinteresse der Etymologie von Orts-, Flur- und Gewässernamen galt. Er veröffentlichte hierzu wichtige Aufsätze, die auch in neuerer Zeit Beachtung gefunden haben. Er versuchte sich als Buchdrucker und Buchhändler und gründete mehrere Zeitungen, scheiterte jedoch jeweils.
1852 wanderte Oligschläger in die USA aus und war zunächst aushilfsweise als Apotheker und „Druggist“ tätig. Von 1855 bis 1856 betrieb er in Williamsburg (heute Brooklyn, New York City) eine Praxis als Arzt, Wundarzt und Geburtshelfer. Zwischen 1858 und 1868 wechselte er noch mehrmals den Wohnort zwischen dem Bergischen Land und Übersee, ehe er sich endgültig wieder in seiner Heimat niederließ. Dort gründete er 1871 den heute noch existenten „Nagelsbaumer Leseverein“. 1872 zog er nach Solingen, wo er eine Anstellung im städtischen Archiv fand. Das dort von ihm 1873 verfasste handschriftliche Manuskript Repertorium der älteren Papiere des Solinger Rathauses wird immer noch als lokalgeschichtliche Quelle herangezogen.
Heute ziert Oligschlägers Denkmal den kleinen Park in Pattscheid. Sein Nachlass wird im Stadtarchiv Leverkusen aufbewahrt. In Solingen ist der Oligschlägerweg nach ihm benannt.

## Veröffentlichungen (Auswahl)
- Serima und Trepitia des Geographen von Ravenna. In: Bonner Jahrbücher, 18. Jahrgang, Heft 36, Bonn 1864, S. 28–34.
- Beiträge zur mittelalterlichen Ortskunde des Niederrheins. In: Annalen des historischen Vereins für den Niederrhein, insbesondere die alte Erzdiöcese Köln, Heft 15, Köln 1864, S. 59–90.
- Die Deutung alter Ortsnamen am Mittel- und Niederrhein. In: Annalen des historischen Vereins für den Niederrhein, insbesondere die alte Erzdiöcese Köln, Heft 21 und 22, Köln 1870, S. 156–205.
- Römische und germanische Alterthümer im Bergischen: Burscheid, Kreis Solingen. In: Bonner Jahrbücher, Heft 53 und 54, Bonn 1873, S. 283–295, Miscellen 1), Unterschrift des Autors fehlt wegen eines Druckfehlers.
- Kleine Beiträge zur Niederrheinischen Adelsgeschichte. In: Zeitschrift des Bergischen Geschichtsvereins, Band 12, Jahrgang 1876, Bonn 1877, S. 95–105.
- Nachrichten über Haus Düssel. In: Zeitschrift des Bergischen Geschichtsvereins, Band 12, Jahrgang 1876, Bonn 1877, S. 236–239.
- Grabfunde bei Leichlingen. In: Monatsschrift für rheinisch-westfälische  Geschichtsforschung und Alterthumskunde (Richard Pick, Hrsg.), Trier 1877, S. 330.